# SEG Plaza
SEG Plaza is een wolkenkrabber in Shenzhen, China. Het gebouw werd tussen 1995 en 1997 ontworpen en werd in 2000 voltooid.
Tot het dak gemeten is SEG Plaza 291,6 meter hoog, tot het hoogste punt is het 355,8 meter. Het bevat 71 bovengrondse verdiepingen en 4 ondergrondse. Het door Hua Yi Design Consultants ontworpen gebouw heeft een totale oppervlakte van 169.459 vierkante meter en heeft een observatiedek op de 69e verdieping.